# 6262 Javid

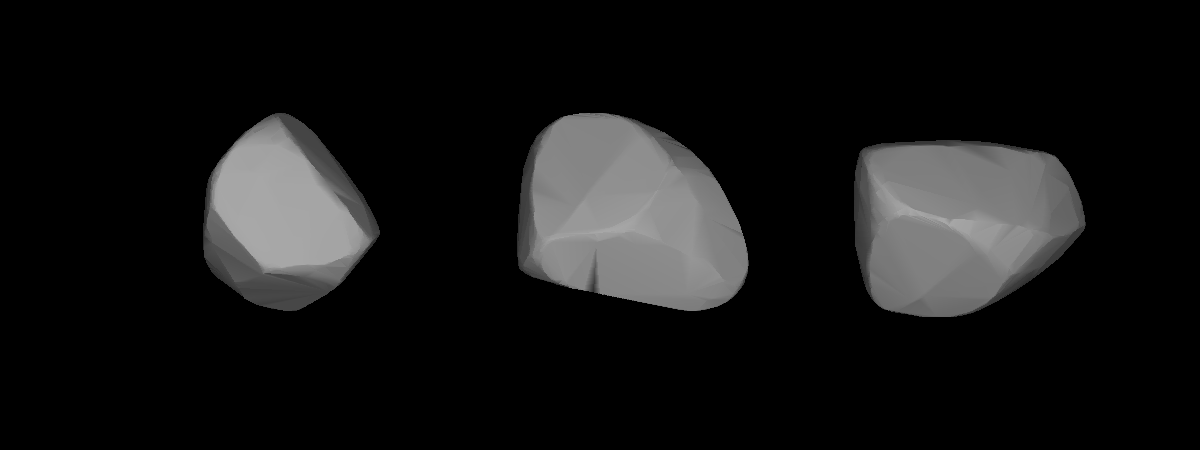
6262 Javid

6262 Javid eller 1978 RZ är en asteroid i huvudbältet som upptäcktes den 1 september 1978 av den rysk-sovjetiske astronomen Nikolaj Tjernych vid Krims astrofysiska observatorium på Krim. Den har fått sitt namn efter poeten Huseyn Javid.
Asteroiden har en diameter på ungefär 7 kilometer och den tillhör asteroidgruppen Koronis.